# Rio Cubatão do Norte

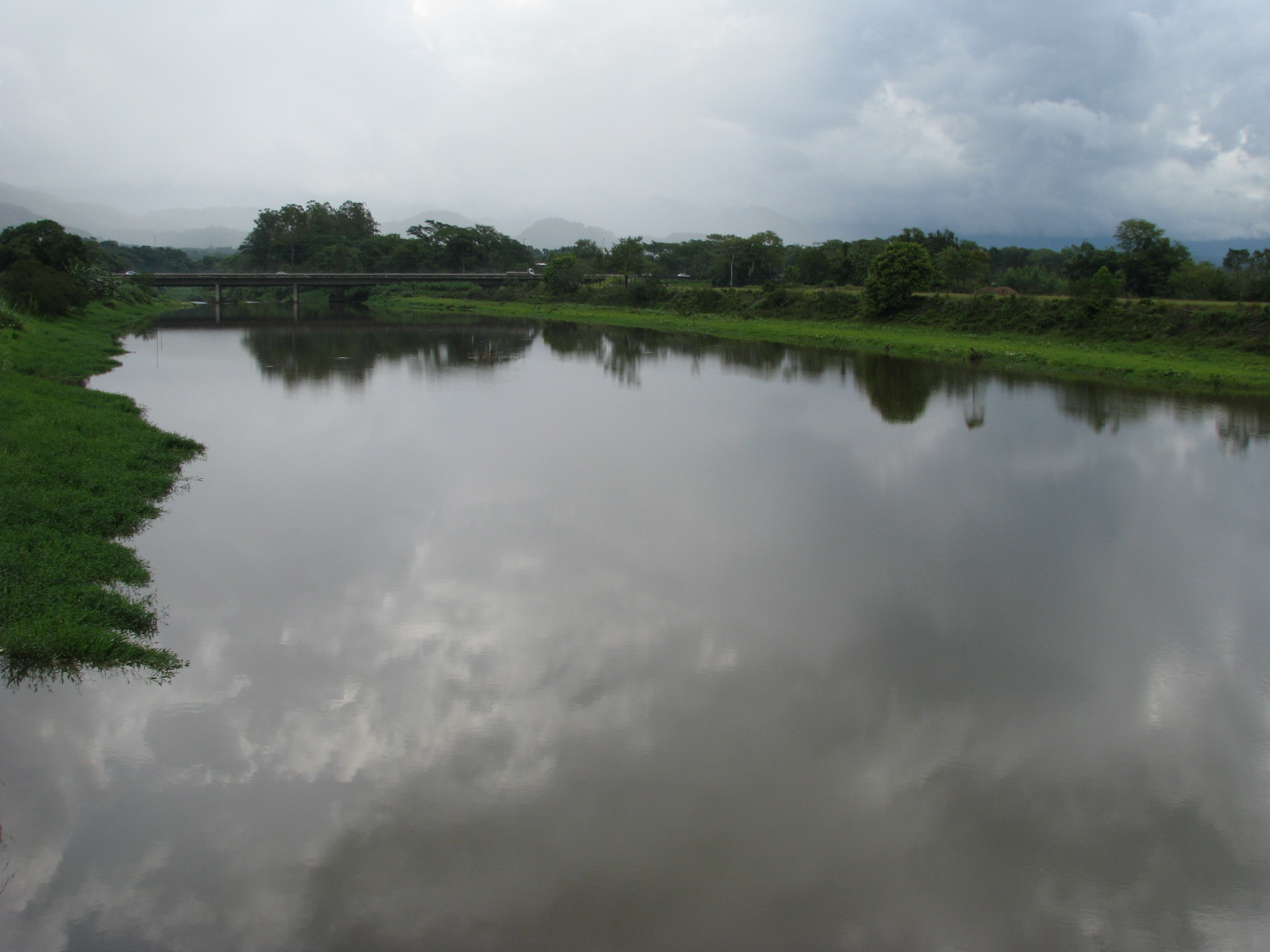
Le rio Cubatão do Norte dans la municipalité de Joinville.

Le rio Cubatão do Norte est une rivière brésilienne du nord de l'État de Santa Catarina. Il fait partie du système hydrographique littoral de Santa Catarina.
Il naît sur le territoire de la municipalité de Campo Alegre, sur les contreforts de la Serra do Mar. Il se dirige vers l'est, à travers la municipalité de Joinville, jusqu'à se jeter dans le rio Palmital.
Non loin de sa source, la rivière perd rapidement de l'altitude, formant une cascade de plus de 300 m de hauteur. Au niveau de la localité de Pirabeiraba, un barrage, accompagné d'un canal de déversement de plus de 6 km, fut construit pour lutter contre les inondations.